# برونو نازاریو
برونو دوس سانتوس نازاریو (به پرتغالی: Bruno dos Santos Nazário) هافبک اهل برزیل است که در شهر کاسکاول و در تاریخ ۹ فوریهٔ ۱۹۹۵ به دنیا آمده‌است.
برونو دوس سانتوس نازاریو در تیم‌های فوتبال فیگوئیرنسه سابقهٔ حضور دارد.